# Tortula ampliretis
Tortula ampliretis är en bladmossart som beskrevs av Crundwell, D. G. Long in Crundwell, During och David Geoffrey Long 1978. Tortula ampliretis ingår i släktet tussmossor, och familjen Pottiaceae. Inga underarter finns listade i Catalogue of Life.